# Piazza Trieste e Trento
La piazza Trieste e Trento (en français : « place Trieste et Trente ») par le passé piazza San Ferdinando (place Saint-Ferdinand), est une place importante de Naples située dans le cœur historique de la ville.

## Histoire et description
La piazza Trieste e Trento est un nœud routier important vers lequel convergent la via Toledo, la via Chiaia et la via San Carlo et constitue le principal point d'accès à la plus importante place de Naples, la Piazza del Plebiscito.
Le nom de la place lui a été attribué par la Maison de Savoie dans le cadre de l'unification italienne.
Sa physionomie actuelle est le résultat des diverses transformations urbaines réalisées jusqu'à la fin de l'Ottocento.

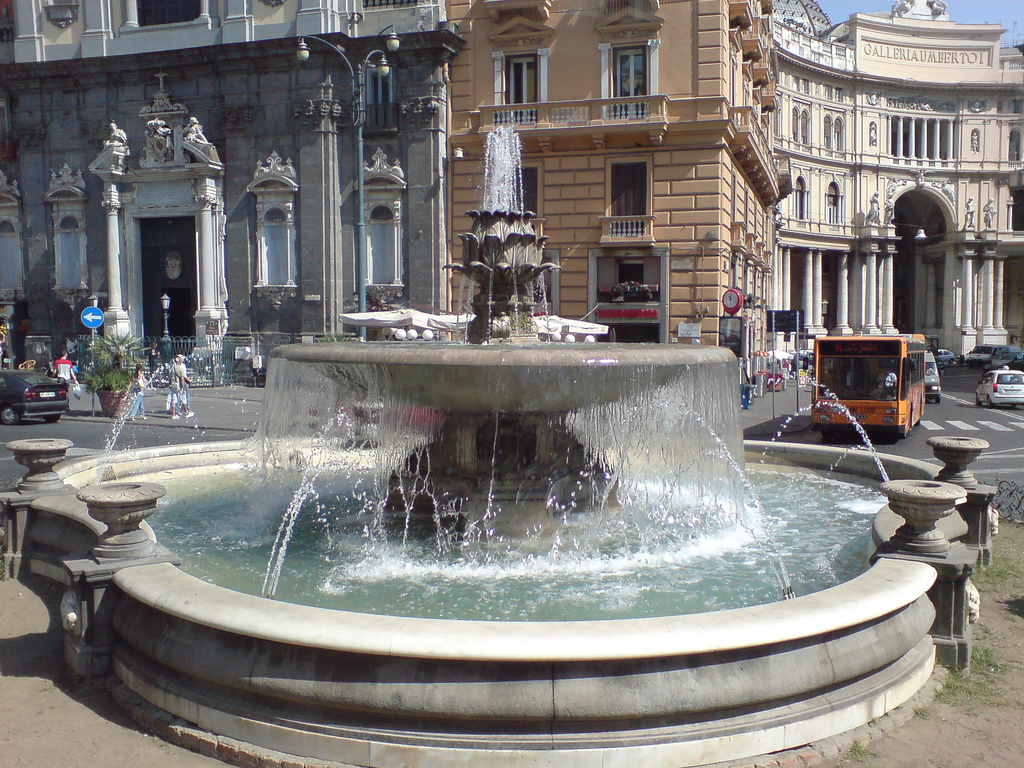
La Fontana del Carciofo

La place possède une forme irrégulière. À ses extrémités se trouvent le Théâtre San Carlo, le Palais royal et l'église San Ferdinando (XVIIe siècle) englobée dans le même lot que la Galleria Umberto I.
Au centre de la place, se trouve la « Fontana del Carciofo », réalisée à l'initiative d'Achille Lauro dans les années 1950.
Sur le côté ouest au rez-de-chaussée du palazzo della Prefettura, se trouve le célèbre Caffè Gambrinus.
Dans le palais du no 48 se trouve le siège du musée Giuseppe Caravita Principe di Sirignano, dédié aux artistes napolitains des XIXe et XXe siècles.

## Source de la traduction
- (it) Cet article est partiellement ou en totalité issu de l’article de Wikipédia en italien intitulé « Piazza Trieste e Trento » (voir la liste des auteurs).